# Raphael Israeli
Pour les articles homonymes, voir Israeli.
 (mars 2024).
La mise en forme du texte ne suit pas les recommandations de Wikipédia : il faut le « wikifier ».
Les points d'amélioration suivants sont les cas les plus fréquents. Le détail des points à revoir est peut-être précisé sur la page de discussion.
- Les titres sont pré-formatés par le logiciel. Ils ne sont ni en capitales, ni en gras.
- Le texte ne doit pas être écrit en capitales (les noms de famille non plus), ni en gras, ni en italique, ni en « petit »…
- Le gras n'est utilisé que pour surligner le titre de l'article dans l'introduction, une seule fois.
- L'italique est rarement utilisé : mots en langue étrangère, titres d'œuvres, noms de bateaux, etc.
- Les citations ne sont pas en italique mais en corps de texte normal. Elles sont entourées par des guillemets français : « et ».
- Les listes à puces sont à éviter, des paragraphes rédigés étant largement préférés. Les tableaux sont à réserver à la présentation de données structurées (résultats, etc.).
- Les appels de note de bas de page (petits chiffres en exposant, introduits par l'outil «  Source ») sont à placer entre la fin de phrase et le point final[comme ça].
- Les liens internes (vers d'autres articles de Wikipédia) sont à choisir avec parcimonie. Créez des liens vers des articles approfondissant le sujet. Les termes génériques sans rapport avec le sujet sont à éviter, ainsi que les répétitions de liens vers un même terme.
- Les liens externes sont à placer uniquement dans une section « Liens externes », à la fin de l'article. Ces liens sont à choisir avec parcimonie suivant les règles définies. Si un lien sert de source à l'article, son insertion dans le texte est à faire par les notes de bas de page.
- La présentation des références doit suivre les conventions bibliographiques. Il est recommandé d'utiliser les modèles {{Ouvrage}}, {{Chapitre}}, {{Article}}, {{Lien web}} et/ou {{Bibliographie}}. Le mode d'édition visuel peut mettre en forme automatiquement les références.
- Insérer une infobox (cadre d'informations à droite) n'est pas obligatoire pour parachever la mise en page.

Pour une aide détaillée, merci de consulter Aide:Wikification.
Si vous pensez que ces points ont été résolus, vous pouvez retirer ce bandeau et améliorer la mise en forme d'un autre article.
Raphael Israeli, né le 15 septembre 1935 à Fès, est un historien et écrivain israélien, professeur émérite d'histoire du Moyen-Orient, de l'islam et de la Chine à l'université hébraïque de Jérusalem, et chercheur à l'Institut Truman pour l'avancement de la paix et au Centre des affaires publiques de Jérusalem.

## Biographie
Israeli naît à Fès, au Maroc et a émigré vers l'État d'Israël à l'âge de quatorze ans.
Il obtient un diplôme en arabe et en histoire à l'université hébraïque de Jérusalem, puis étudie à l'université de Californie à Berkeley, où il obtient un doctorat en histoire chinoise et islamique. Il enseigne pendant 30 ans à l’université hébraïque et est professeur invité dans des universités aux États-Unis, au Canada, en Australie, au Japon et en Europe. Il est l'auteur de plus de 50 ouvrages de recherche et d'une centaine d'articles scientifiques sur le Moyen-Orient moderne, le radicalisme islamique, l'islam en Chine, en Asie et en Europe.
En 2017, Israeli publie un livre en hébreu intitulé La minorité arabe en Israël, processus ouverts et cachés, dans lequel il qualifie la minorité arabe de « cinquième colonne », qui reçoit plus de l'État qu'elle ne contribue et regrette qu'ils ne soient pas confinés dans des camps comme les Américains d’origine japonaise l’étaient pendant la Seconde Guerre mondiale. L'Anti-Defamation League qualifie le livre de « rhétorique haineuse ».
A l'occasion de la sortie de son livre de 2008 The Spread of Islamikaze Terrorism in Europe: The Third Islamic Invasion (La propagation du terrorisme islamikaze en Europe : la troisième invasion islamique), Israeli déclare que l'Europe risque de devenir une « Eurabie » d'ici un demi-siècle,. Il est décrit comme partisan de la vision du monde contre-djihadiste de Bat Ye'or,.

## Publications
- The Iraq War: Hidden Agendas and Babylonian Intrigue, Sussex Academic Press, 2004.
- Islamikaze: Manifestations of Islamic Martyrology, Frank Cass, London, 2004.
- War, Peace and Terror in the Middle East, Frank Cass, 2003.
- Jerusalem Divided: the Armistice Regime, 1947–1967, Frank Cass, 2002.
- Green Crescent over Nazareth: the Displacement of Christians by Muslims in the Holy Land, Frank Cass, 2002.
- (ed.) Dangers of a Palestinian State,  Geffen, Jerusalem, 2003.
- Islam in China: Religion, Ethnicity, Culture and Politics, Rowman and Littlefield (Lexington Books), Maryland, 2002.
- Poison: Manifestations of a Blood Libel, Lexington Books, 2002.
- Arabs in Israel: Friends or Foes (Hebrew and English), Ariel Books, 2002 and 2007.
- Living with Islam: the Sources of Fundamentalist Islam (Hebrew), Achiasaf, 2006.
- The Spread of Islamikaze Terrorism in Europe: The Third Islamic Invasion, Vallentine Mitchell, London, 2008.
- Islamic Radicalism and Political Violence: The Templars of Islam and Sheikh Ra’id Salah, Vallentine Mitchell, London, 2008.
- Palestinians Between Nationalism and Islam : a Collection of Essays, Vallentine Mitchell, London, 2008.
- Piracy in Qumran: The Battle over the Scrolls of the Pre-Christ Era, Transaction, Rutgers University Press, New Jersey, 2008.
- The Islamic Challenge in Europe, Transaction, Rutgers University Press, 2008.
- Muslim Minorities in the Modern State, Transaction, Rutgers University Press, 2008.
- Muslim anti-Semitism in Christian Lands, Transaction, 2009.
- Back to Nowhere,  Moroccan Jews in Fantasy and Reality,  Lambert, Germany, 2010 (also in Hebrew in Jerusalem).
- Dabry : The Opening of China by the French, Lambert, Germany, 2011.
- The Blood Libel and its Derivatives, Transaction, 2012.
- The Oslo Idea: The Euphoria of Failure, Transaction, 2012.
- Israel's New Strategic Dilemmas, Strategic Book Publishing & Rights Co. in Texas, 2013.
- Death Camps in Croatia: Visions and Revisions, Transaction, 2013.
- From Arab Spring to Islamic Winter  : Roots and Consequences, Transaction, NJ(2013).
- Savagery in the Heart of Europe: the Bosnia War (1992–5), Strategic Book Publishing & Rights Co., Texas, 2013. (Raphael Israeli and Albert Benabou)
- Hatred, Lies and Violence in the Islamic World, Transaction, NJ, 2014.
- Defeat, Trauma, Lesson: Israel Between Life and Extinction, Strategic Book Publishing & Rights Co., TX, 2014.
- Years of Upheaval: The Axial Years in Islam since 1989, Transaction, NJ, 2016
- The Internationalization of ISIS: The Muslim State in Iraq and Syria, Transaction Publishers, April 2016, 287 pages.